# Пихламяки, Хилда
Хильда Йоханна Пихлаямяки (урождённая — Койвисто) (фин. Hilda Pihlajamäki; 12 ноября 1866, Кангасала, Пирканмаа, Великое княжество Финляндское, Российская империя — 23 августа  1951, Финляндия) — финская актриса
 театра и кино. Лауреат высшей государственной награды Финляндии для деятелей искусств Pro Finlandia (1946).

## Биография
Дочь фермера. Училась актёрскому мастерству в Швеции, Германии, Франции и Дании. С 1887 по 1897 год выступала на сцене Народного театра Августа Аспегрена, с 1897 по 1899 год — актриса Театра Ууси, в 1899 по 1903 годах — Финского провинциального театра, с 1903 по 1904 год играла в Финском театре под руководством Казимира Лейно.
С 1904 по 1932 год выступала на сцене Финского национального театра.
Х. Пихлаямяки была активным членом и лидером (с 1934 по 1951) финского теософского ордена «Крест Розы».

## Фильмография
- Och under låg den brinnande sjön, 1937
- Miehen kylkiluu, 1937
- Aila, Pohjolan tytär, 1951

## Награды
- Pro Finlandia (1946).

## Память
- В 1973 году в Кангасале в её честь установлен памятник.